# Carl August Brückner
Carl August Brückner (* 7. März 1872 in Mylau; † 8. April 1949 in Dresden) war der Begründer des Reformiert-Apostolischen Gemeindebundes.
Carl August Brückner wurde im vogtländischen Städtchen Mylau als Sohn eines Webers geboren. Er besuchte die Volksschule und machte eine kaufmännische Lehre. Danach arbeitete er bei einem Rechtsanwalt. Er gehörte zunächst der lutherischen Landeskirche an. Im Jahre 1895 heiratete er. Kurz vorher war er erstmals mit der neuapostolischen Gemeinde in Netzschkau und Greiz, deren Gottesdienste er besuchte, in Berührung gekommen.
Im Frühjahr 1895 wurde er von Friedrich Krebs, der zu dieser Zeit die NAK leitete und das Stammapostelamt entwickelte, versiegelt und in die Kirche aufgenommen. Zwei Jahre später wurde er zum Priester ordiniert. Bald darauf leitete er die Gemeinde Zwickau und war auch für Chemnitz und Falkenstein aktiv. Im August 1897 wurde ihm das Ältestenamt und die Leitung der wichtigen Gemeinde Leipzig. Seine sehr erfolgreiche Arbeit, die Stammapostel Krebs beeindruckte, führte ihn am 1. Oktober 1901 ins Bischofsamt. Die Gründung neuapostolischer Gemeinden in Sachsen und Thüringen vollzog sich zu dieser Zeit unter heftigen Auseinandersetzungen mit den Landeskirchen und Behörden. Im Geburtsort Mylau wurde die neuapostolische Kapelle für drei Jahre polizeilich geschlossen und in Sachsen durften Gottesdienste nur unter polizeilicher Aufsicht stattfinden. Brückner hatte maßgeblichen Anteil daran, dass diese Bestimmungen 1902 aufgehoben wurden.
Wenige Monate nach dem Amtsantritt von Stammapostel Hermann Niehaus (1848–1932) erhielt Brückner am 22. Oktober 1905 in Bielefeld die Rufung zum Apostel. Er besaß das besondere Vertrauen und die Wertschätzung des Stammapostels. Sein Arbeitsbereich war Sachsen, Thüringen und Schlesien. Er zog daher im Juni 1905 von Leipzig nach Dresden, dem Verwaltungssitz des Apostelbezirkes, um. Im Jahre 1912 umfasste sein Bezirk 70 Gemeinden.
Die seit 1909 in Leipzig erscheinende Neuapostolische Rundschau wurde maßgeblich von ihm geprägt.
Während des Ersten Weltkrieges ließ sich der Stammapostel zunehmend von Träumen und Visionen leiten und prophezeite einen guten Kriegsausgang. Spätestens ab 1917 gab es jedoch unter den denkenden Amtsträgern und Mitgliedern andere Auffassungen. Im Apostelkollegium wurde Brückner zum Anwalt einer offenen Diskussion über die Probleme. In den folgenden Jahren litt darunter das Verhältnis zum Stammapostel sehr, der ihn dann am 17. April 1921 aus der Kirche ausschloss.
Er gründete zusammen mit Apostel Max Ecke und ca. 6.000 Mitgliedern am 5. Mai 1921 den Reformiert-Apostolischen Gemeindebund.